# ヘンリー・グレイ (ミュージシャン)
ヘンリー・グレイ（Henry Gray、1925年1月19日 - 2020年2月17日）は、アメリカ合衆国ルイジアナ州ケナーのブルース・ピアニスト、歌手である。彼のキャリアは70年にも及び、ロバート・ロックウッド・ジュニア、ビリー・ボーイ・アーノルド、モリス・ピジョー、ローリング・ストーンズ、マディ・ウォーターズ、ハウリン・ウルフなど多くの人との共演をしている。彼はシカゴ・ブルースのピアノの独特のサウンドの形成に貢献したとされている。

## 来歴

### 幼少期とキャリア初期
グレイは1925年1月19日、ニューオーリンズ郊外のルイジアナ州ケナーに生まれた。彼は両親の唯一の子供であった。生後間もなく、バトンルージュの北数キロの位置にあったアルセンの農場に移住し、幼少期をそこで過ごした。8歳のとき近所の女性、ミセス・ホワイトからピアノを習うようになった。幼いころから音楽に対する愛を育んだことについて、グレイは自宅にあったラジオやレコードの存在が大きかったとも語っている。数年後には、彼は地元のバプテスト教会でピアノとオルガンを弾くようになり、彼の家族は最終的に自宅用にピアノを購入した。ブルースをプレイすることを家族は薦めなかったが、彼はミセス・ホワイトの家でブルースを弾き、16歳になった頃にはアルセンのクラブでブルースをプレイするようになっていた。彼の父親は彼のその仕事を認めようとしなかったものの、彼が金を稼いでいることを知ると、彼を応援するようになった。
1943年、第二次世界大戦宙に、グレイはアメリカ陸軍に入隊し、南洋諸島に送られた。軍に在籍中は、彼はしばしばピアノを弾いて歌い、他の兵隊を楽しませた。終戦間近になり、グレイは医療上の理由から除隊となった。彼は1946年に米国に戻り、短期間をアルセンで過ごしたのち、シカゴに移住した。そこには親戚が暮らしており、1951年には妹のアネットもシカゴで生まれている。

### シカゴ時代（1946年-1968年）
シカゴに到着すると、グレイは当時拡大していた戦後ジャズとブルースのクラブ・シーンで多くの時間を過ごすようになった。彼はシカゴ最高のピアノ・プレイヤーたちの演奏に長時間耳を傾け、彼らから学ぼうとした。また彼はときに小規模なギグで雇われることもあった。ある日、とあるクラブで彼が座っていると、シカゴ（およびデトロイト）のジャズとブルースのピアノ・プレイヤーの大家、ビッグ・メイシオに声をかけられた。メイシオとグレイは親しくなり、彼はグレイの左手で複雑なメロディを弾くいわゆる「両拳奏法（two-fisted playing）」に重要な影響を与えた。メイシオはまた著名なバンドやクラブの店主にグレイを紹介した。そのおかげで、グレイはリトル・ハドソンのレッド・デヴィル・トリオ（ハドソン・シャワーズ）やギタリストのモリス・ピジョーなどとのギグを頻繁に得るようになった。その後、彼はセッション・ミュージシャンとして活躍するようになり、ジミー・リード、ボ・ディドリー、ビリー・ボーイ・アーノルド、ピジョーその他のアーティストとのレコーディング・セッションにも参加した。彼にとって最初のレコーディング・セッションは1952年、ジミー・ロジャーズとのものだった。グレイはその他リトル・ウォルターとも時折仕事をした。ウォルターは彼に「Bird Breast」（鳥の胸）というニックネームを付けた。グレイは「恐らく、彼は私が痩せっぽっちで鳥のように見えたんじゃないかな」と名前の由来について語っている。
1956年、グレイはハウリン・ウルフのバンドに加入し、以後12年に渡り彼のライヴとレコーディングの双方において彼のメインのピアニストとして活躍した。この頃、グレイはまた様々なミュージシャンのチェス・レコードのレコーディングにセッション・プレイヤーとして参加している。彼がレコーディングに参加したのは、ダスティ・ブラウン、サニー・ボーイ・ウィリアムソンII、ホームシック・ジェイムズ、ロバート・ロックウッド・ジュニア、ビリー・ボーイ・アーノルド、マディ・ウォーターズ、ジョニー・シャインズ、ヒューバート・サムリン、レイジー・レスター、リトル・ウォルター、オーティス・ラッシュ、バディ・ガイ、ジェイムズ・コットン、リトル・ミルトン、ジミー・ロジャーズ、ジミー・リード、ココ・テイラーなどブルースを代表する存在も多かった。グレイはまた、1950年代から60年代にかけ、J.D.ミラーのルイジアナ・エクセロ・ブルース・バンドなど、その他のレーベルの仕事もこなしている 1963年には、グレイはエルモア・ジェームスが心臓発作で急逝したその日にパフォーマンスを行なったという

### ルイジアナへの帰還
グレイは1968年、父親が亡くなり家業（魚市場）で母親を手伝う必要が生じたことからウルフのバンドから脱退し、ルイジアナ州アルセンに戻った。するとグレイはルイジアナの音楽シーンで重要な存在となっていった。彼の派手に大きなサウンドは、ルイジアナのスワンプ・ブルースを構成する要素となっていった。グレイはミュージシャンとしての活動以外に、イーストバトンルージュ郡教育委員会の下で1968年から1983年まで、屋根職人としても働いた。1980年代半ば頃、彼はサンランド・レーベルから何枚かシングルをリリースした。その一部にはウィスパリング・スミスがハーモニカで参加している。
1980年代半ばから2019年にかけて、グレイはほぼ毎年ニューオーリンズ・ジャズ&ヘリテッジ・フェスティバルに出演した。シカゴ・ブルース・フェスティバルには3回（1987年、1989年、2005年）、モントリオール・ジャズ・フェスティバルには1回（1988年）、バトンルージュ・ブルース・フェスティバルにはフェスが立ち上がって以来ほぼ全ての回に出演している。その他サンフランシスコ・ブルース・フェスティバル、メンフィスのW.C.ハンディ・ブルース・フェスティバル、フェスティバル・インターナショナル（ラファイエット）、ミシシッピ・ヴァレー・ブルース・フェスティバル（アイオワ州ダヴェンポート）、キング・ビスケット・ブルース・フェスティバル（アーカンソー州ヘレナ）その他多くの全米のフェスティバルに出演した。
グレイはフェスティバル出演あるいはコンサートのために、頻繁にヨーロッパに出かけており、いくつかのヨーロッパでリリースされたレコード/CDでもその演奏を聴くことができる。1988年、ブラインド・ピッグ・レコードはグレイのアメリカにおける最初のアルバム『Lucky Man』をリリースした。この作品はギタリストのスティーヴ・フロインドがプロデュースしギタリストとしても参加している。1990年、グレイはアルバム『ルイジアナ・スワンプ・ブルース』をウルフ・レコードへレコーディング。1998年には、彼はパリで開催されたミック・ジャガーの55歳の誕生日パーティーで演奏した。1999年夏、グレイはマーヴァ・ライトとともにヨーロッパをツアーし、ヨーロッパの聴衆に対してルイジアナ・ミュージックを提示した。2001年、グレイはラッキー・キャット・レコードから『Watch Yourself』、ハイトーン・レコードから『Henry Gray Plays Chicago Blues』と2枚のアルバムをリリースしている。2003年には、ヘンリー・グレイ&ザ・キャッツは『Henry Gray & the Cats: Live in Paris』と題したCDとDVDをリリースした。また同年、グレイはレイ・チャールズ、ドクター・ジョン、パイントップ・パーキンズ、デイヴ・ブルーベックと共に、クリント・イーストウッド監督の映画『Piano Blues』（マーティン・スコセッシ制作総指揮の「THE BLUES Movie Project」7部作の一つ）に出演。2006年には、グレイはジェリー・リー・ルイス、パイントップ・パーキンズ、マーシャ・ボール、リトル・レッドとともに、ミシシッピ州クラークスデールのモーガン・フリーマンのグラウンド・ゼロ・クラブのコンサートに出演おり、これは録画されてDVD『Falsifyin'』（SunLion Films）としてリリースされた。同年、グレイは独立系の映画『The Glass Chord』にアルツハイマー病を患う年配のミュージシャン、ソール・ソロモン役で出演した。
グレイはソロで、あるいは自身のバンド、ヘンリー・グレイ・アンド・ザ・キャッツでツアーを続けた。彼は、2015年のドキュメンタリー映画（日本公開は2018年）『I AM THE BLUES アイ・アム・ザ・ブルース』に出演している。2017年、グレイはひ孫のデアンドレ・テイトと、ザ・クレオール・キャッツとともにルイジアナ州モーリスのドックサイド・スタジオで自身の年齢をタイトルとしたアルバム『92』をレコーディングした。

## 私生活
グレイはアルコール依存症に苦しんでいたが、後年は何年もの間飲酒は断っていた。
1989年、バトンルージュの彼の自宅は竜巻で破壊された。
グレイの妻はリヴァーズ・グレイで、夫妻の間には3人の子供、8人の孫がいる。
気胸の手術を受けた後の2017年2月17日、92歳のグレイは軽度な心臓発作に見舞われた。このような健康状態においても、彼はその後も演奏活動を続けた。2019年10月10日、グレイの家族は彼がバトンルージュで終末期医療に入ったことを明らかにしている。グレイは2020年2月17日死去。95歳であった。

## 受賞歴
1998年、グレイはテラークよりリリースされたアルバム『A Tribute To Howlin' Wolf』でグラミー賞の「最優秀トラディショナル・ブルース・アルバム賞」にノミネートされた。
2002年から2017年の期間に、グレイは複数の部門で計8つのブルース音楽賞（旧名：W.C.ハンディ・ブルース賞）のノミネートを受けた。その中にはトラディショナル・ブルース男性アーティスト賞、トラディショナル・ブルース。アルバム賞などがある。
グレイは2006年に米国の人間国宝に相当する国立芸術基金(NEA)のナショナル・ヘリテージ・フェローシップを受賞した。
2016年、米国のインターネット誌「Blues Blast Magazine」はグレイに生涯功労賞（Lifetime Achievement Award）を授与した。
2017年、グレイはブルースの殿堂入りを果たしている。

## ディスコグラフィー

### アルバム
- 1977年『They Call Me Little Henry』(Bluebeat)
- 1988年『Lucky Man』（Blind Pig Records)
- 1991年『Louisiana Swamp Blues, Vol. 2』(Wolf) ※ルディ・リチャードとの共同名義
- 1994年『Thibodeaux's Cafe』（Cambayá/Sidetrack) ※クラレンス・エドワーズ、ショート・フューズとの共同名義
- 1996年『Don't Start That Stuff』(Last Call) ※ショート・フューズとの共同名義
- 1997年『Henry Gray』(Blueshouse)
- 1999年『Blues Won't Let Me Take My Rest』(Lucky Cat Productions)
- 2001年『Plays Chicago Blues』(Hightone)
- 2001年『Watch Yourself』(Lucky Cat Productions)
- 2003年『Live In Paris』(Lucky Cat Productions) ※CDとDVDで発売
- 2004年『The Blues Of Henry Gray & Cousin Joe』(Storyville) ※カズン・ジョーとの共同名義
- 2009年『Times Are Gettin' Hard』(Lucky Cat Productions)
- 2015年『The Henry Gray/Bob Corritore Sessions (Vol.1 Blues Won't Let Me Take My Rest)』(Delta Groove Productions)
- 2017年『92』(Music Matters)
- 2020年『Cold Chills (Henry Gray & Bob Corritore Sessions Vol 2)』(SWMAF)
- 2022年『Shake A Hand』(Wolf)

### コンピレーション・アルバム
- 1970年『Swamp Blues』(Excello) ’’※グレイは4曲収録
- 1970年『Louisiana Blues』(Arhoolie) ’’※グレイは3曲収録
- 1984年『Louisiana Blues Anthology』 ※Sunlandのシングルから2曲収録
- 1995年『Louisiana Swamp Blues Vol. 1』(Wolf) ’’※グレイは1曲収録
- 2023年『I'm A Lucky, Lucky Man - 1952-1961』(Jasmine) ’’※グレイの参加したトラック集

### シングル
- 1970年「You're My Midnight Dream/I'm A Lucky Lucky Man」(Blues Unlimited)
- 1983年「Don't Start That Stuff/Talkin' About You」(Sunland)
- 1985年「How Can You Do It?/Henry's Rock」(Sunland)
- 1988年「Tell Me Baby/Nightime Is The Right Time」(Sunland)